# Blue Moves
Blue Moves – 11. studyjny album muzyczny brytyjskiego piosenkarza i kompozytora Eltona Johna.
Nagrany został w marcu 1976 w studio Eastern Sound w Toronto, a wydany 22 października 1976 w Wielkiej Brytanii i 28 października w USA. Był to drugi podwójny album w karierze pianisty, oraz pierwszy nagrany we własnym studiu Rocket Records Ltd. Podczas promującego krążek koncertu na stadionie Wembley, Elton John spontanicznie oznajmił: "That's it, this is the last one." ("To tyle. To już ostatni."). Nie powiedział na jak długo, niemniej jednak, na pewien czas opuścił scenę. Elton John zaznaczył, że Blue Moves to jeden z jego ulubionych albumów jakie kiedykolwiek nagrał. W Wielkiej Brytanii fragment "Out of the Blue" był do końca połowy lat dziewięćdziesiątych używany jako motyw końcowy programu telewizyjnego Top Gear.

## Lista utworów
| 1.  | Your Starter for... (Caleb Quaye)                                             | 1:23    |
|     |                                                                               |         |
| 2.  | Tonight                                                                       | 7:52    |
|     |                                                                               |         |
| 3.  | One Horse Town (John, James Newton-Howard, Taupin)                            | 5:56    |
|     |                                                                               |         |
| 4.  | Chameleon                                                                     | 5:27    |
|     |                                                                               |         |
| 5.  | Boogie Pilgrim (John, Davey Johnstone, Quaye, Taupin)                         | 6:05    |
|     |                                                                               |         |
| 6.  | Cage the Songbird (John, Johnstone, Taupin)                                   | 3:25    |
|     |                                                                               |         |
| 7.  | Crazy Water                                                                   | 5:42    |
|     |                                                                               |         |
| 8.  | Shoulder Holster                                                              | 5:10    |
|     |                                                                               |         |
| 9.  | Sorry Seems to Be the Hardest Word                                            | 3:48    |
|     |                                                                               |         |
| 10. | Out of the Blue                                                               | 6:14    |
|     |                                                                               |         |
| 11. | Between Seventeen and Twenty                                                  | 5:17    |
|     |                                                                               |         |
| 12. | The Wide-Eyed and Laughing (John, Johnstone, Newton-Howard, Quaye, Taupin)    | 3:27    |
|     |                                                                               |         |
| 13. | Someone's Final Song                                                          | 4:10    |
|     |                                                                               |         |
| 14. | Where's the Shoorah?                                                          | 4:09    |
|     |                                                                               |         |
| 15. | If There's a God in Heaven (What's He Waiting For?) (John, Johnstone, Taupin) | 4:25    |
|     |                                                                               |         |
| 16. | Idol                                                                          | 4:08    |
|     |                                                                               |         |
| 17. | Theme from a Non-Existent TV Series                                           | 1:19    |
|     |                                                                               |         |
| 18. | Bite Your Lip (Get up and Dance!)                                             | 6:43    |
|     |                                                                               |         |
|     |                                                                               | 1:24:40 |
|     |                                                                               |         |